# Lebanon Hanover
Lebanon Hanover é uma banda germano britânica de dark wave formada em 2010, em Sunderland, Inglaterra. Seu álbum de estreia La Fete Triste foi lançado em 2011.
A dupla ganhou atenção pela primeira vez com o álbum de 2012, The World Is Getting Colder, pela Fabrika Records. A revista musical britânica Terrorizer chamou o Lebanon Hanover de "a melhor banda britânica que você não sabia que existia".
O nome da banda, "Lebanon Hanover", vem de duas cidades vizinhas (Lebanon e Hanover) em New Hampshire, Estados Unidos..

## Histórico

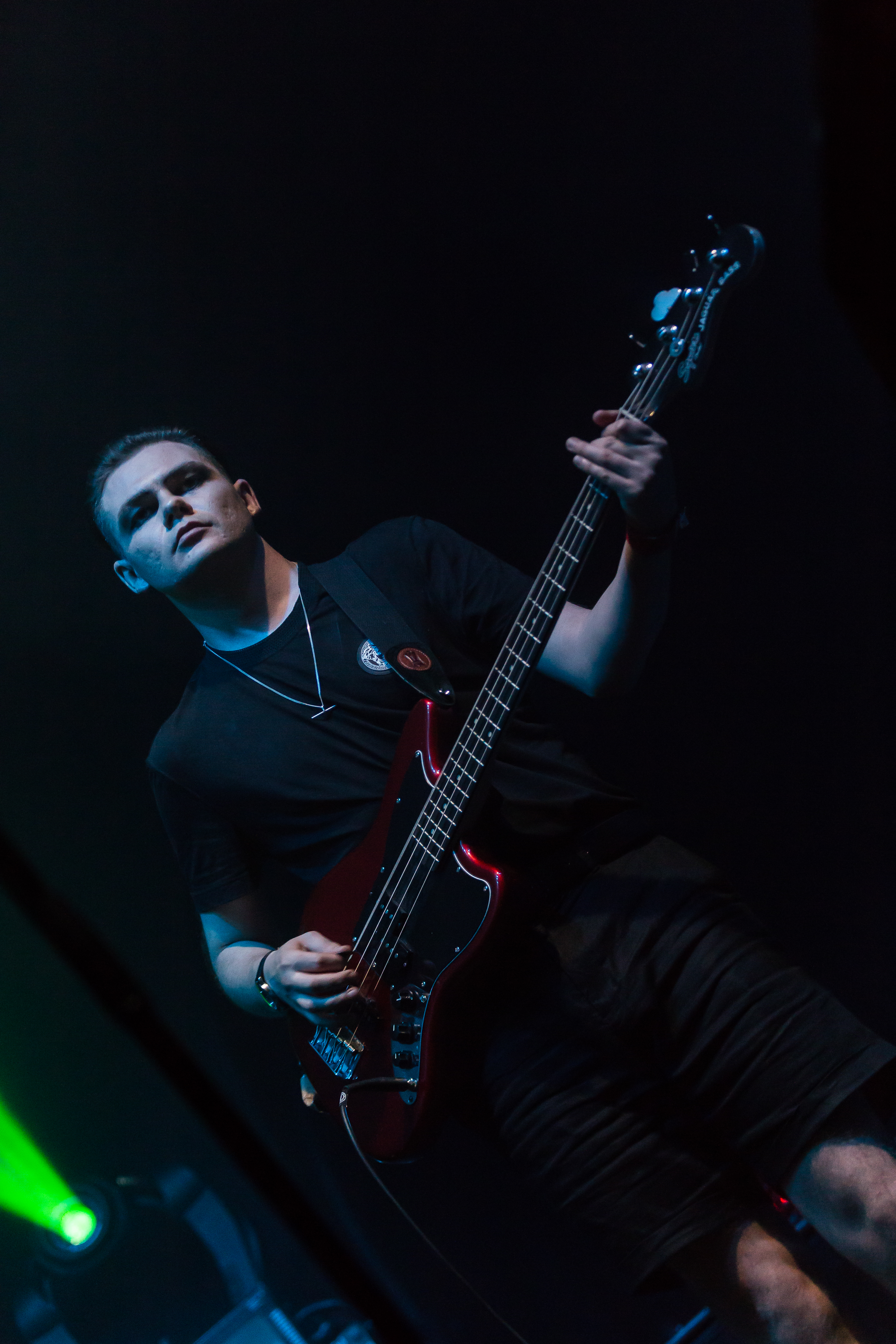
William Maybelline

A banda é uma dupla. A teuto-suíça Larissa Iceglass e o britânico William Maybelline fundaram Lebanon Hanover, em 2010, após se encontrarem na cidade natal de William, Sunderland, Inglaterra. Ambos escreveram dentro de uma semana várias das canções do álbum de estreia The World Is Getting Colder. Tempo depois, Maybelline e Iceglass seguiram para Berlim para continuarem a fazer música juntos. Desde então, a localização da dupla alterna entre a Alemanha e a Inglaterra.
Além disso, ambos os músicos abandonaram seus respectivos estudos por diversas razões, onde Iceglass originalmente estudava arte e Maybelline estudava design. Como um fator central, Iceglass chamou a compulsão percebida de se comercializar no mercado da arte. A conexão com o público é mais congruente com a música e mais emocional. O aspecto artístico, no entanto, ambos mantidos no design de seus vídeos musicais, a mercadoria e o aspecto geral do projeto da banda. Iceglass chamou o grupo repetidamente desabrigado e desorientado, um fato ao qual, de acordo com Iceglass, o nome da banda, que emprestou de acordo com o Iceglass uma cidade americana do mesmo nome:
"Ambos os lugares não têm conexão um com o outro - mas se eles tiverem uma conexão, imaginamos um lugar bonito. Simplesmente criar um novo mundo com o mesmo nome é uma boa ideia, porque estamos muito desorientados neste mundo e não sabemos de onde pertencemos". 
- Larissa Iceglass

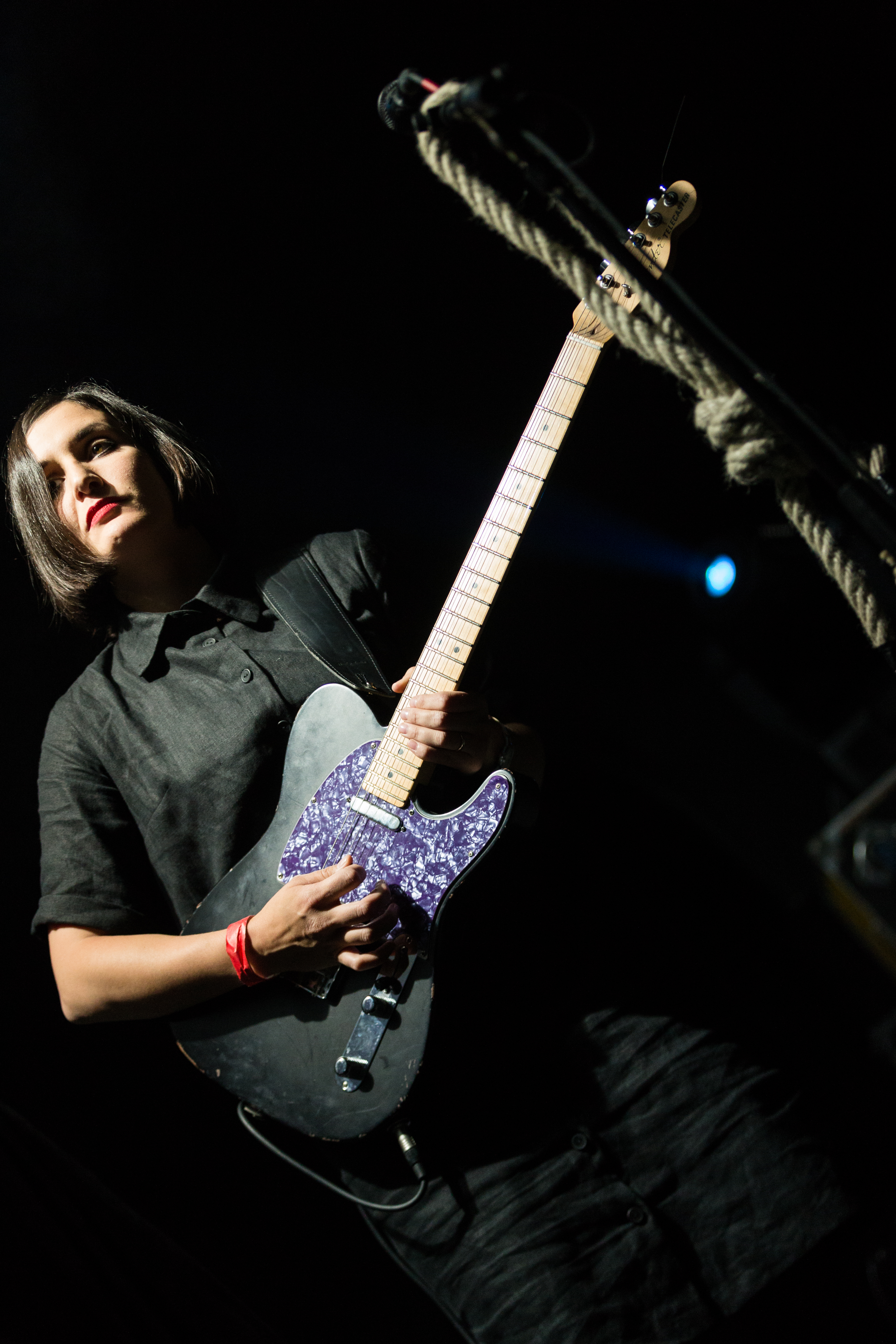
Larissa Iceglass

Sua estreia foi em 2011, a divisão do MC Lebanon Hanover / La Fete Triste na gravação + reprodução.(incompreensível, melhorem) O Lebanon Hanover contribuiu com quatro músicas. Entre elas Totally Tot, também presente no álbum posterior, onde um videoclipe autoproduzido também foi lançado. O lançamento de 2012 do primeiro álbum produzido pela Fabrika Records, The World is Getting Cold, entusiasmou a dupla pela primeira vez. A revista de música britânica Terrorizer chamou o Lebanon Hanover de "a melhor banda do Reino Unido que você não sabia que existia". Enquanto isso, a dupla começou com aparições internacionais, viajando para a Espanha em 2013, Estados Unidos em 2014, Itália em 2015, Rússia e Europa em 2016. 
Enquanto isso, a dupla lançava em 2012 o segundo álbum de estúdio, novamente bem recebido, Why Not Just be Solo. Posteriormente, o grupo lançou em 2013 o terceiro álbum de estúdio Tomb for Two, igualmente bem recebido. O site Peek-A-Boo-Magazine comparou o álbum com The Danse Society, The Chameleons e Joy Division, chamando-o de "um dos destaques do ano, se não o destaque". No mesmo ano, a banda lança seu single Gallowdance, que também foi recebido com entusiasmo. Para o quarto álbum, Iceglass e Maybelline optaram pela primeira vez por um estúdio de gravação profissional para as gravações. Anteriormente, as gravações eram feitas em um estúdio particular em casa. Besides The Abyss foi gravado na grécia pelo produtor Chris Manolitsis, experiente na cena pós-punk e new wave. Apesar das condições de gravação terem sido alteradas, o som da dupla permaneceu o mesmo. Mais uma vez, o álbum foi atestado com alta qualidade.

## Estilo musical
A música do Lebanon Hanover é comumente associada ao dark wave e cold wave. É considerado minimalista e inspirado pela música pós-punk do final da década de 1970 e 1980. Assim, uma "estética legal".   O som da produção foi deliberadamente mantido simples e feito "em combinação com a delicada voz de Larissa Iceglass, esta aparada pelos sons de sintetizadores, os graves profundos e os riffs de guitarra elegante". A conexão do ritmo simplesmente programado, do baixo profundo e do efeito do violão e do canto, entretanto, é enfatizada por diferentes críticos.
Iceglass explica a combinação como resultado da cooperação. Maybelline é responsável pelo ritmo, sintetizador e baixo, que agregam á música como um quadro ordenado, ao mesmo tempo que contribuem com fragmentos mais caóticos. Como uma ideia conceitual comum, ele simplesmente descreve a produção simples, que é baseada no desejo de gerar um som mais orgânico possível.

## Discografia
- 2011: Lebanon Hanover / La Fete Triste (Split-EP mit La Fete Triste , gravação + produção)
- 2012: The World Is Getting Colder (Álbum, Fabrika Records)
- 2012: Why Not Just Be Solo (Álbum, Fabrika Records)
- 2013: Tomb for Two (Álbum, Mecanica / Dead Scarlet Records)
- 2013: Gallowdance (Single, gravação + produção)
- 2015: Besides The Abyss (Álbum, Fabrika Records)
- 2016: Babes Of The 80s (Single, Fabrika Records)
- 2017: Lebanon Hanover Anthology (Compilação-EP, GAG TAPE)
- 2018: Let Them Be Alien (Álbum, Fabrika Records)
- 2020 Sci-Fi Sky (Álbum, Fabrika Records.